# Schwimmende Rentiere

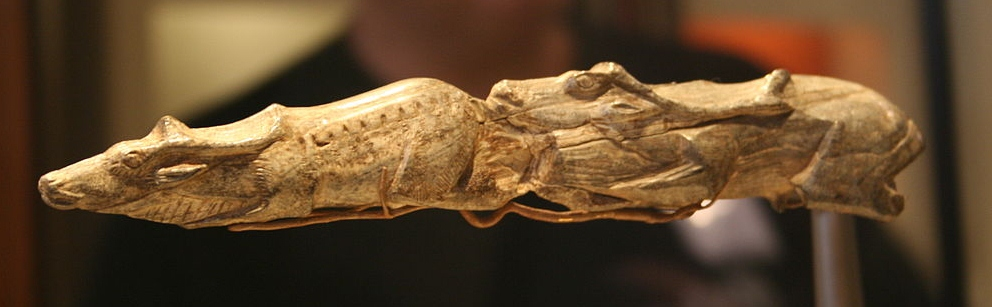
Die 207 mm lange und 13.000 Jahre alte Skulptur der Schwimmenden Rentiere aus Mammut-Elfenbein

Als Schwimmende Rentiere (englisch Swimming Reindeer) wird eine 13.000 Jahre alte eiszeitliche Skulptur im British Museum bezeichnet, die in der späten Eiszeit aus der Spitze eines Mammut-Stoßzahns geschnitzt wurde. Sie wurde 1866 bei Bruniquel in Frankreich in zwei Bruchstücken gefunden, die Abbé Henri Breuil im frühen 20. Jahrhundert anhand von Schwanz und Schnauze als zusammengehörig erkannte.

## Fund

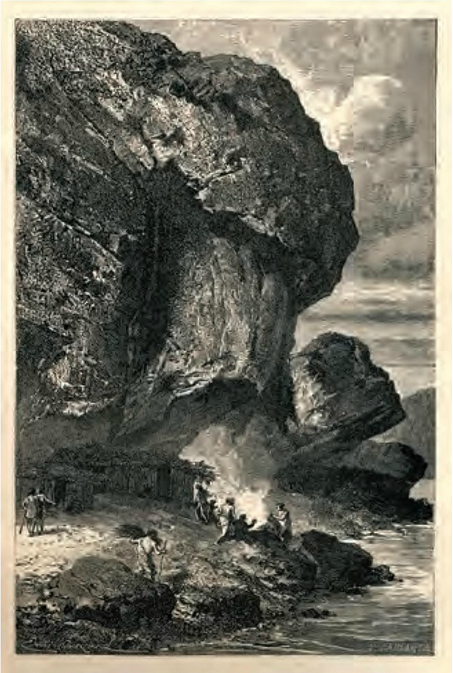
Romantische Darstellung des Felsüberhangs von Montastruc aus Louis Figuiers Buch Primitive Man von 1870

Der französische Ingenieur Peccadeau de l’Isle fand die Teile der Skulptur 1866 am Ufer des Flusses Aveyron, als er dort gezielt nach Zeugnissen früher Besiedlung suchte; es gibt jedoch auch zeitgenössische Berichte, die den Fund dem ortsansässigen Antiquar Victor Brun zuschreiben. Zu dieser Zeit war Peccadeau de l’Isle mit dem Bau der Bahnlinie von Montauban nach Rodez beschäftigt und suchte in seiner Freizeit nach archäologischen Fundstücken, wobei er auf dem Hügel von Montastruc einige prähistorische Feuersteinwerkzeuge und mehrere Beispiele von Kunstwerken aus der späten Eiszeit fand. Die Funde erhielten den Namen „Montastruc“, obwohl der nächstgelegene Ort Bruniquel ist. Der Hügel ist 30 m hoch, und die Funde lagen am Flussufer auf einer Fläche von 250 m² unter einem 14 m tiefen Überhang. Peccadeau de l’Isle musste 7 m tief graben, um auf die Schicht zu stoßen, in der die Fundstücke lagen. Ursprünglich dachte man, dass es sich um zwei unterschiedliche Rentierschnitzereien handele, da es nicht offensichtlich war, wie die Stücke zusammengesetzt werden konnten.
Peccadeau de l’Isle veröffentlichte einen wissenschaftlichen Artikel über seine Funde und stellte diese 1867 bei der Weltausstellung in Paris aus. Die Besucher waren von der Qualität der Funde und insbesondere der Feinheit der Rentier-Schnitzereien beeindruckt. Die Schnitzereien sind auch deshalb so beeindruckend, weil Rentiere inzwischen in Frankreich ausgestorben sind. Die Datierung war möglich, da die Schnitzereien aus dem Stoßzahn eines ebenfalls ausgestorbenen Mammuts hergestellt wurden. Dadurch konnten Schlüsse auf das Leben der Menschen in der späten Eiszeit gezogen werden. Seine Funde waren damals umso überraschender, weil bis dahin noch keine Höhlenmalereien gefunden worden waren. Erst Henry Christy und Edouard Lartet wiesen nach, dass Menschen und Mammuts gleichzeitig gelebt hatten.

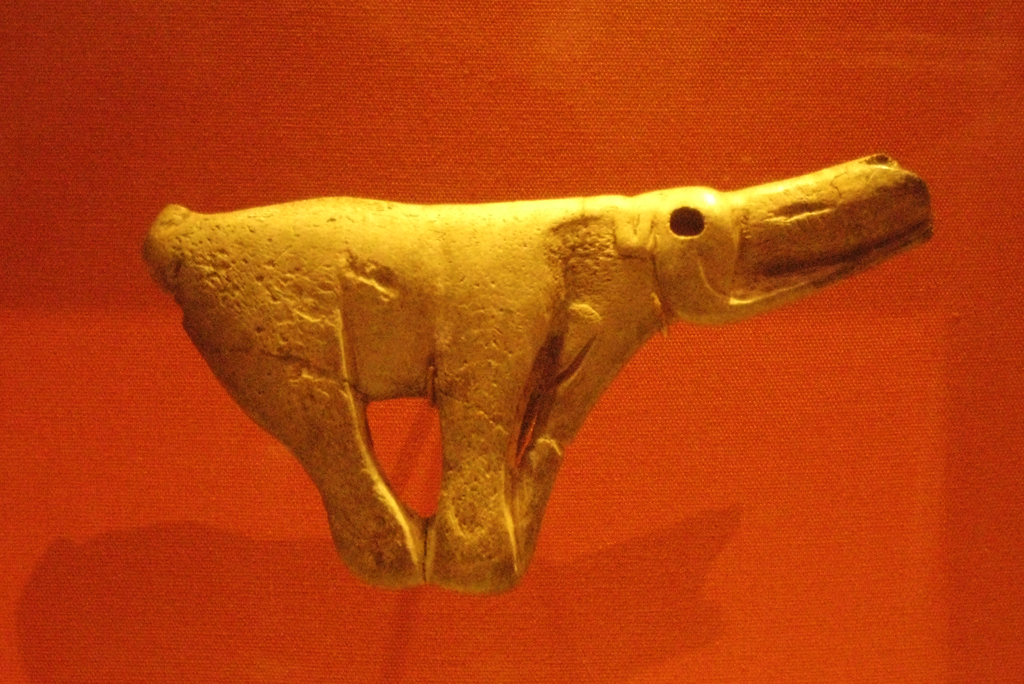
Die Mammut-Speerschleuder

Die Koexistenz von Mensch und Mammut geht auch aus der an der gleichen Stelle gefundenen Skulptur einer Mammut-Speerschleuder hervor. Diese wurde verwendet, um beim Speerwerfen eine zusätzliche Hebelkraft zu nutzen. Sie wurde in der Form eines Mammuts aus einem Stück eines Rentiergeweihs geschnitzt.
Die Rentier-Skulpturen wurden 1884 noch einmal in Toulouse ausgestellt, als man angenommen hatte, einen französischen Käufer gefunden zu haben, aber sie wurden schließlich 1887 vom British Museum erworben. Peccadeau de l’Isle bot seine Funde anfänglich für die Summe von 150.000 Francs an, was heute etwa 580.000 £ (740.000 €) entspräche. Augustus Franks, ein enthusiastischer Antiquar, der damals für die Nordeuropäische Abteilung des Museums verantwortlich war, lehnte dieses Angebot ab, sandte aber Charles Hercules Read zu Verhandlungen mit de l’Isle. Dieser konnte den Preis auf 500 £ herunterhandeln, was heute ungefähr 30.000 £ (38.000 €) entspräche. Der Kauf wurde über den Christy Fund finanziert, eine Stiftung über 5000 £ von Henry Christy, der auch seine eigene Kollektion dem Museum vermacht hatte.

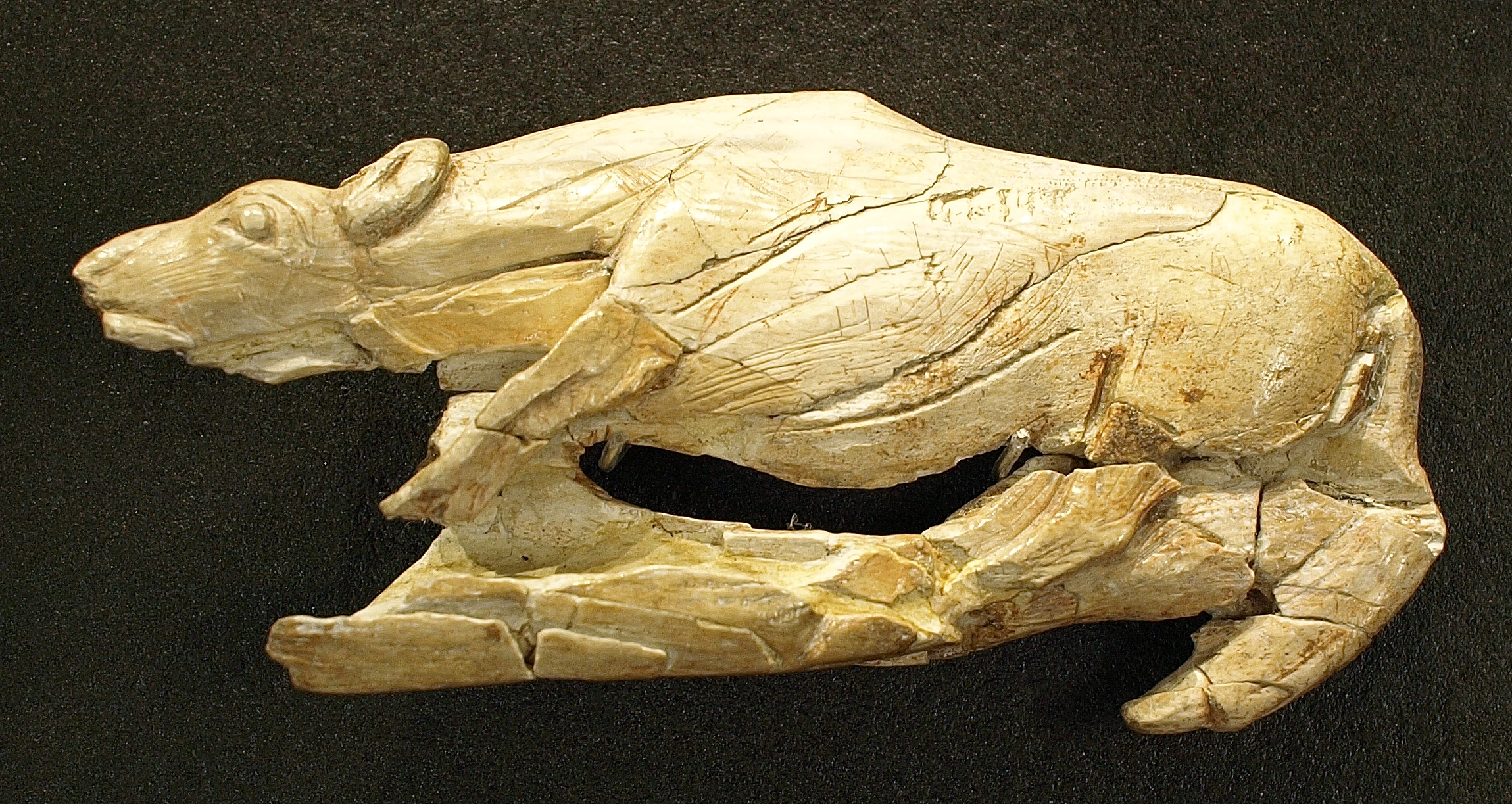
Kriechende Hyäne (hyène rampante), die in Abri de la Madeleine gefunden wurde

Erst 1904 erkannte Abbé Breuil während eines Museumsbesuchs, dass es sich tatsächlich um Bruchstücke einer ursprünglich zusammengehörende Skulptur handelte, und wie diese zusammengefügt werden müssten. Die daraufhin zusammengefügte Skulptur wird heute in einer geschützten Atmosphäre aufbewahrt und so selten wie möglich bewegt. Das Elfenbein ist heute sehr bruchempfindlich und könnte bei unsachgemäßer Behandlung zu Staub zerfallen. Im Gegensatz zur Speerschleuder hat die Rentierskulptur vermutlich keinen praktischen Nutzen. Sie ist eines der ältesten Objekte im British Museum.

## Alter der Rentier-Skulptur
Die Funde stammen aus der späten Eiszeit, die Henry Christy und Edouard Lartet ursprünglich die Rentierzeit (age of the reindeer) nannten. Dies ist bemerkenswert, weil die Mammutelfenbeinschnitzerei Rentiere darstellt und die Mammutspeerschleuder aus einem Rentiergeweih hergestellt wurde. Dadurch wird bestätigt, dass Rentiere, Mammuts und Menschen gleichzeitig in diesem Teil Europas gelebt haben, als dort ein Klima wie im heutigen Sibirien herrschte. Diese Zeit wird inzwischen Magdalénien genannt, nach der französischen Höhle Abri de la Madeleine, wo ähnliche Kunstwerke wie die Schwimmenden Rentiere gefunden wurden.

## Beschreibung

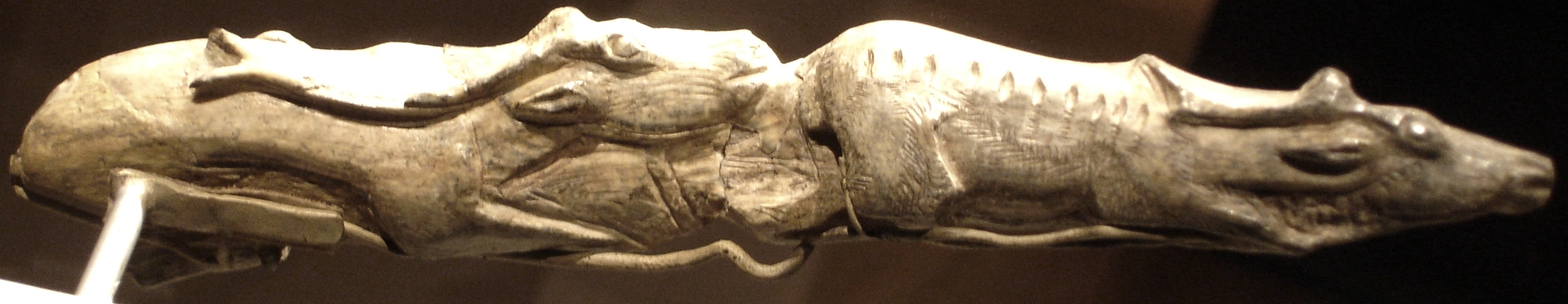
Das Weibchen ist rechts vom Männchen dargestellt

Die Skulptur zeigt ein weibliches Rentier, dem bei einer Flussüberquerung ein größeres männliches Rentier folgt. Das Männchen wird durch seine Größe, sein Geweih und seine Genitalien ausgezeichnet, während beim Weibchen die Zitzen dargestellt sind.
Die Flussüberquerung war im Frühjahr und Herbst bei der Migration erforderlich. Hier ist die herbstliche Flussüberquerung dargestellt, weil beide Rentiere mit Geweihen dargestellt sind. In dieser Jahreszeit lassen sie sich leicht jagen, und ihr Fleisch, Fell und Geweih sind im besten Zustand.

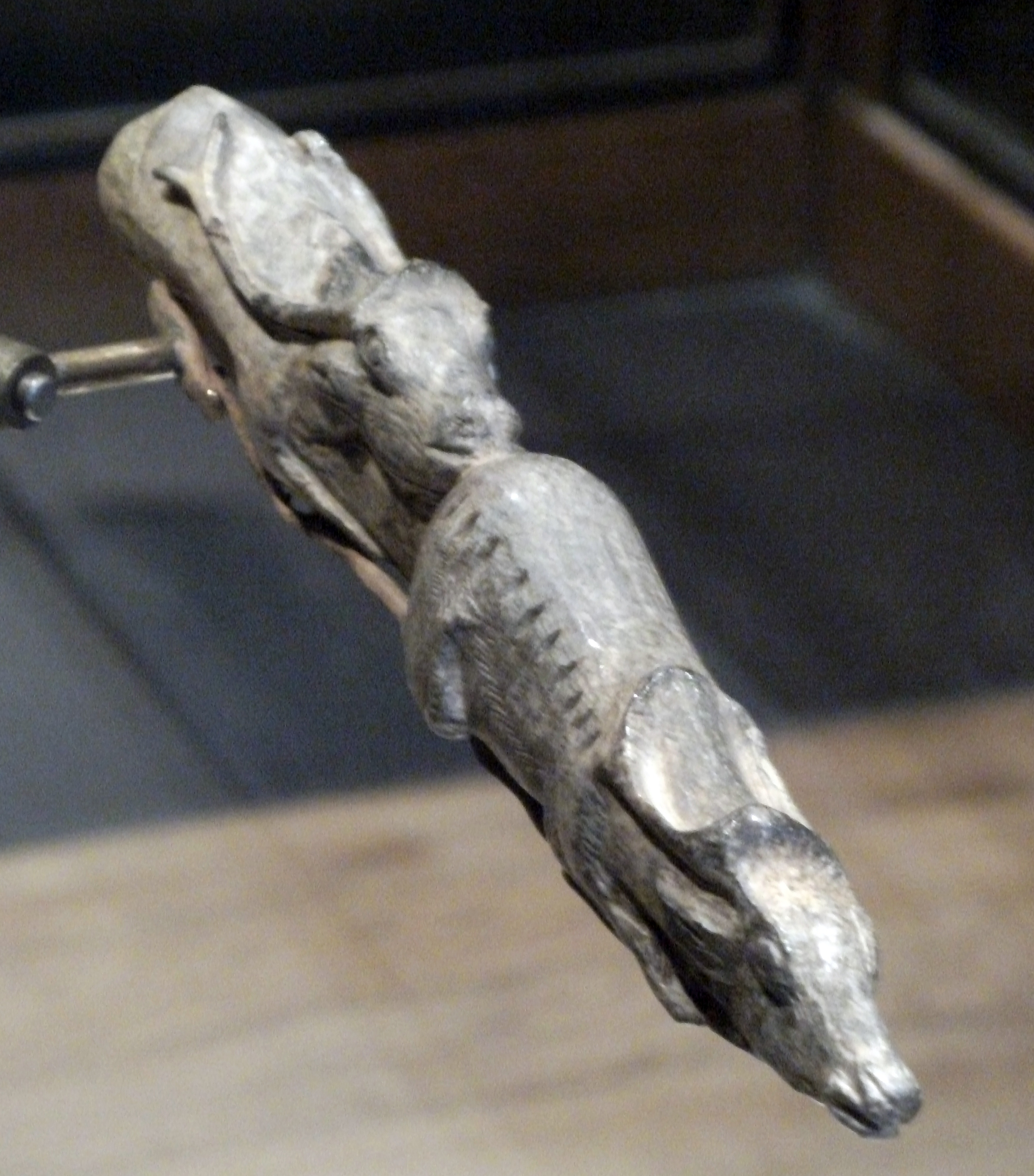
Schwimmende Rentiere

Beide Rentiere wurden mit einem Stichel graviert, um die unterschiedliche Färbung und Textur des Felles darzustellen. Auf dem Rücken gibt es zehn tiefere Gravuren, die eingefärbte Markierungen erzeugen, deren Bedeutung unklar ist. Studien anderer Eiszeitfunde führten zu der Hypothese, dass diese anzeigten, wie viele Tiere, in diesem Fall Rentiere, der Besitzer der Schnitzerei erlegt hatte.

## Die Geschichte der Welt in 100 Objekten
Diese Skulptur wurde zum Objekt Nr. 4 in der Radioserie Die Geschichte der Welt in 100 Objekten gewählt, die die BBC in Zusammenarbeit mit dem British Museum ausstrahlte.